# Naissance en 1191
Naissance
- 1187
- 1188
- 1189
- 1190
- 1191
- 1192
- 1193
- 1194
- 1195

Cette page dresse une liste de personnalités nées au cours de l'année 1191 :
- 8 février : Iaroslav II de Vladimir, Grand-prince du Rus' de Kiev de la dynastie des Riourikides (✝ en 1246).

- Jeanne Ire de Bourgogne, née Jeanne de Hohenstaufen, comtesse de Bourgogne.

date incertaine (vers 1191)
- Henri II le Pieux, duc de Cracovie, de Silésie et de Grande-Pologne.
- Thiébaud Ier de Lorraine, duc de Lorraine.

## Crédit d'auteurs
- Cet article est partiellement ou en totalité issu de l'article intitulé « 1191 » (voir la liste des auteurs).